# Notre chemin
Notre chemin (Nosso Caminho en portugais) est une revue trimestrielle d'architecture, d'art et de culture fondée en 2008 par l'architecte brésilien Oscar Niemeyer. 
Elle n'est pas seulement destinée aux architectes et étudiants en architecture, en dépit de la participation à son intérêt particulier pour découvrir des projets récents d'importants réalisateurs.
La revue publie toujours des articles sur l'art, la politique, la littérature, la cosmologie et la philosophie, entre autres domaines. 
Elle comprend dans chaque numéro, une section spéciale qui rend hommage à une personnalité brésilienne ou étrangère.
Un nouveau numéro (n°13) est paru en juin 2014 en rendant hommage à son fondateur.